# Ivanka
Az Ivanka Stúdió és Beton Üzem, röviden Ivanka magyar designstúdió, kreatív műhely és építőipari gyár, melyet Ivánka András és Ivánka Katalin alapított 2003-ban, Budapesten.
Az Ivanka tevékenységi spektruma a tervezéstől a gyártáson át a kivitelezésig terjed: a cég burkolatokat, építészeti elemeket, bútorokat, használati tárgyakat és divatkiegészítőket állít elő saját fejlesztésű designer-betonjából, és beton felhasználásával készült ruhakollekcióval is rendelkezik.  Indulása óta számos szakmai elismerésben részesült, és nemzetközileg foglalkoztatott vállalkozássá nőtte ki magát. Ügyfeleik közt szerepel többek közt a Vodafone, a londoni Liberty áruház, a Levi’s, az Yves Saint-Laurent vagy a G-Star Raw. A cég a Marcel Wanders Studióval is együttműködött az amszterdami Hotel Andaz Amsterdam enteriőrjének kialakításában.

## Történet
Az Ivanka későbbi cégalapítói, a mérnök-informatikus végzettségű Ivánka András és a jogász diplomával rendelkező Ivánka Katalin 1999-ben ismerték meg egymást. A pár 2000-ben Kanadába utazott, és a kertépítészet területén kezdett dolgozni egy családi vállalkozásban. Itt találkoztak először a belsőépítészeti felhasználású betonnal. Felismerve, hogy számos lehetőség rejlik az anyagban, elkezdték feltérképezni a beton tulajdonságait, felhasználási lehetőségeit, majd 2003-ban, Magyarországon megalapították az Ivankát.
A cég kezdetben manufaktúraként működött Ivánka András szüleinek garázsában, majd 2006-tól kezdve építészeket, tervezőket kezdtek bevonni partnereik közé, s egyre több szakmai elismerést és figyelmet kaptak.
2009-ben az Egyesült Királyságban bemutatták Flaster termékcsaládjukat, mely meghozta első jelentős nemzetközi sikerüket. Szintén az Ivanka 2009-es sikere a Magyar Formatervezési Díjat kapott, a Milánói Design Héten is bemutatott Seeyou síremlék.
A cég később a manufakturális működésről nagyüzemi sorozatgyártásra váltott, 2011-ben pedig megalakult a ma is működő Ivanka Factory Zrt.
A 2011-es Londoni Divathéten sikeresen debütált az Ivanka divat divíziója, a ConcreteGenezis, melynek keretén belül bőrbeton táskákat mutattak be. A divízió textilt és betont ötvöző ruhakollekcióval bővült 2012-ben.

## Főbb projektek, termékek

### Flaster
A Flaster hozta meg a nemzetközi elismerést az Ivanka számára, mely 2009-ben debütált az Egyesült Királyságban. A tradicionális motívumok által ihletett, színezett betonlapokból álló padló- és falburkolat bel- és kültéri használatra egyaránt alkalmas, és számtalan módon variálható.  A Flaster olyan projektek terveibe épült be, mint a Liberty London nagyáruház, a Ganapati étterem, Cow Stratford bár-étterem vagy Geronimo Inns.A termék jelölést kapott az Elle Decoration International Design Awards „Flooring of the Year 2010” díjára.

### Afterlifestyle projekt:  Seeyou síremlék
A Seeyou újszerű megoldású öntött beton sírkő, mely az élet körforgását felidézve interakcióba lép környezetével. A síremléken finom mélyítés található, így a különböző természeti tényezőknek köszönhetően (esővíz, hó, lehulló falevelek és termések) kereszt rajzolódik ki a felületén. A Seeyou-t Európa-szerte számos helyen kiállították, szerepelt a 2009-es Milánói Design Héten, és szintén ebben az évben elnyerte a Magyar Formatervezési Díj különdíját is. A síremlék Kucsera Péter és Maurer Klimes Ákos közreműködésével jött létre.

### ConcreteGenezis
Az Ivanka a divat világába is bevezette a betont mint alapanyagot: 2011-ben a ConcreteGenezis névre keresztelt, különleges, bőrbeton táskakollekciójával tűnt fel a Londoni Divathéten. Egy évvel később, a Párizsi Divathét keretein belül megrendezett Tranoi Tradeshow-n pedig bemutatta a világon egyedülálló, betont és textilt ötvöző ruhakollekcióját, mellyel jelentős szakmai elismerést vívott ki, és a divat történetébe is beírta magát.

## Díjak, elismerések
- FORMareFORM, 2003
- Magyar Formatervezési Díj, 2007
- Építőipari Nívódíj, 2008
- Palermo Design Week
- Magyar Formatervezési Díj, 2009
- EDIDA 2009/2010 – Flooring of The Year
- Living Etc Like
- MAKE ME! Awarded Project
- HG.hu Design Awards, 2011
- Best Stand in Show Award at Tent London 2011
- Év Ékszere 2012[12]